# Джо Поло
Джо Поло (англ. Joe Polo) — американський керлінгіст, олімпійський чемпіон та медаліст, медаліст чемпіонатів світу.
Золоту олімпійську медаль та звання олімпійського чемпіона Поло виборов на Пхьончханській олімпіаді 2018 року, граючи змінним у команді Джона Шустера.

## Виноски
1. ↑  Результати на сайті результатів і статистики Всесвітньої федерації керлінгу (чоловічий турнір) [Архівовано 16 грудня 2017 у Wayback Machine.] (англ.)

| Kmjhksyscn | Це незавершена стаття про кьорлінґіста чи кьорлінґістку. Ви можете допомогти проєкту, виправивши або дописавши її. |